# Paucartambo
Paucartambo es una ciudad peruana, capital del distrito y de la provincia homónimos en el departamento de Cuzco.
Se encuentra junto al río Paucartambo (también llamado Mapacho). Su principal festividad es la Fiesta de la Virgen del Carmen que atrae a multitud de visitantes. El pueblo tiene una arquitectura predominantemente colonial.
Durante el incanato, fue parte del Antisuyo. En 1565, durante el virreinato, se creó el corregimiento de Paucartambo. Durante ambos períodos esta ciudad fue de gran importancia para el comercio entre los Andes y la selva, siendo la coca, el oro y los tejidos algunos de los productos de mayor importancia.
La plaza principal y calles del pueblo de Paucartambo fueron declarados monumentos históricos del Perú el 23 de julio de 1980 mediante el R.M.N° 0928-80-ED.

## Clima
| Parámetros climáticos promedio de Paucartambo | Parámetros climáticos promedio de Paucartambo | Parámetros climáticos promedio de Paucartambo | Parámetros climáticos promedio de Paucartambo | Parámetros climáticos promedio de Paucartambo | Parámetros climáticos promedio de Paucartambo | Parámetros climáticos promedio de Paucartambo | Parámetros climáticos promedio de Paucartambo | Parámetros climáticos promedio de Paucartambo | Parámetros climáticos promedio de Paucartambo | Parámetros climáticos promedio de Paucartambo | Parámetros climáticos promedio de Paucartambo | Parámetros climáticos promedio de Paucartambo | Parámetros climáticos promedio de Paucartambo |
| Mes                                           | Ene.                                          | Feb.                                          | Mar.                                          | Abr.                                          | May.                                          | Jun.                                          | Jul.                                          | Ago.                                          | Sep.                                          | Oct.                                          | Nov.                                          | Dic.                                          | Anual                                         |
| --------------------------------------------- | --------------------------------------------- | --------------------------------------------- | --------------------------------------------- | --------------------------------------------- | --------------------------------------------- | --------------------------------------------- | --------------------------------------------- | --------------------------------------------- | --------------------------------------------- | --------------------------------------------- | --------------------------------------------- | --------------------------------------------- | --------------------------------------------- |
| Temp. máx. media (°C)                         | 20.7                                          | 20.4                                          | 20.9                                          | 21.3                                          | 20.9                                          | 20.7                                          | 20.5                                          | 21.7                                          | 21.5                                          | 22.5                                          | 22.3                                          | 20.9                                          | 21.2                                          |
| Temp. media (°C)                              | 14.2                                          | 14.2                                          | 14.4                                          | 13.8                                          | 12.6                                          | 11.5                                          | 11.5                                          | 12.5                                          | 13.6                                          | 14.8                                          | 14.9                                          | 14.3                                          | 13.5                                          |
| Temp. mín. media (°C)                         | 7.8                                           | 8                                             | 7.9                                           | 6.4                                           | 4.4                                           | 2.4                                           | 2.5                                           | 3.4                                           | 5.8                                           | 7.2                                           | 7.5                                           | 7.8                                           | 5.9                                           |
| Fuente: climate-data.org                      |                                               |                                               |                                               |                                               |                                               |                                               |                                               |                                               |                                               |                                               |                                               |                                               |                                               |